# Folkskoleseminariet i Linköping
Folkskoleseminariet i Linköping eller folkskolelärareseminarium i Linköping var en utbildning i Linköping.

## Historia
Folkskoleseminariet i Linköping bildades 1843.

## Rektorer
- 1864–1896 Christofer Ludvig Anjou
- 1897–1910 Gottfrid Westling[1]
- 1910– Emanuel Sandberg
- 1924–1929 Gustaf Wallis

### Adjunkter
- 1871–1898 Axel Cronvall[1]
- 1880–1898 Thure Kylander[1]
- 1887–1898 Sven Lundqvist[1]

### Musiklärare
- 1886–1898 August Nylén[1]

### Teckningslärare
- Philip Löfgren[1]

### Gymnastiklärare
- Nicolaus Mannerhjerta[1]